# Domasłów
Domasłów (deutsch Domsel) ist eine Ortschaft mit einem Schulzenamt der Landgemeinde Perzów im Powiat Kępiński der Woiwodschaft Großpolen in Polen.

## Geschichte

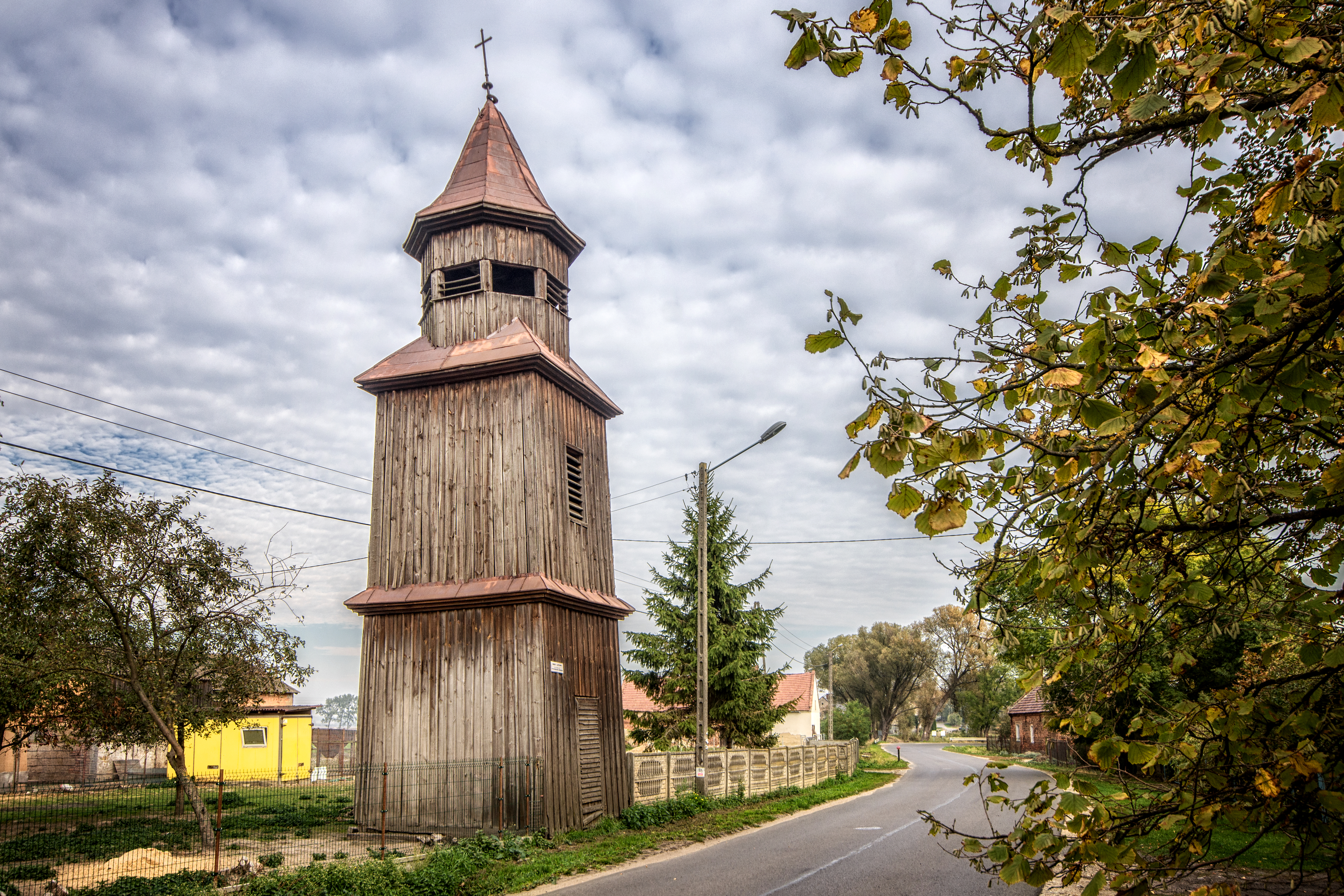
Holzturm

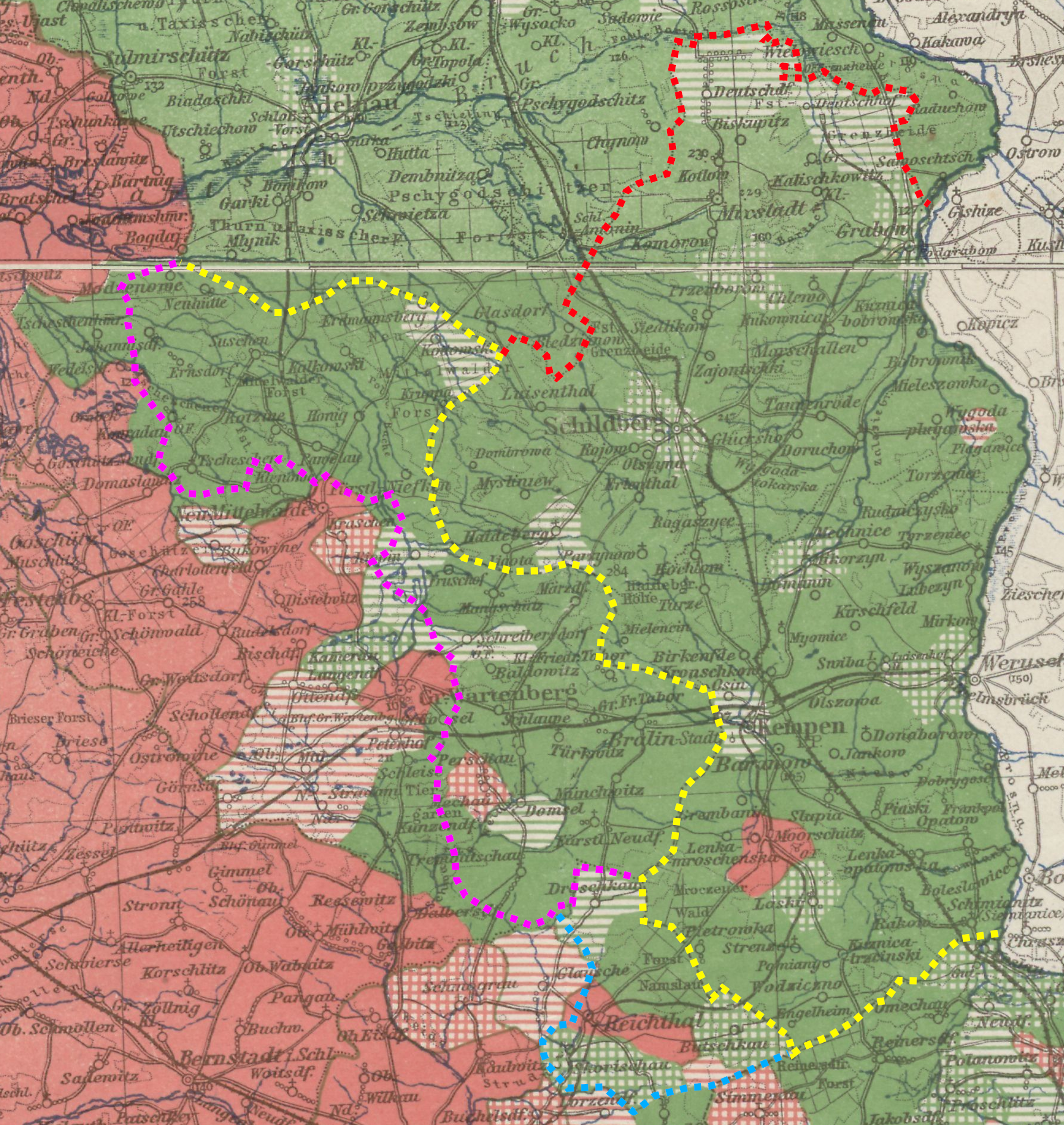
Sprachkarte aus dem Jahr 1910: Gelbe gestrichelte Linie: schlesisch-großpolnische Grenze, rosarote gestrichelte Linie: neue Grenze aus dem Jahr 1920

Der Ort wurde um 1305 im Liber fundationis episcopatus Vratislaviensis (Zehntregister des Bistums Breslau) als Domazchulawo erstmals urkundlich erwähnt. Der Ortsname, ursprünglich Domasław, ist vom Personennamen Domasław mit dem Suffix -jь, sekundär -ów, abgeleitet. Ab dem 17. Jahrhundert als Dombslau (1651/1652), später Domsel, eingedeutscht.
1376 wurde die römisch-katholische Kirche erwähnt. Nach der Reformation war sie bis 1654 war sie in protestantischen Händen. Damals hatte die Pfarrei Filialkirchen in Miechów und Perzów. 1923 wurde die heutige gemauerte Kirche eingeweiht.
Domsel gehörte von 1818 bis 1920 dem schlesischen Landkreis Groß Wartenberg an. Um das Jahr 1880 gab es im Dorf eine evangelische Volksschule und eine römisch-katholische Filialkirche von Turkowy, sowie zwei Vorwerke: Gutglück und Poserode.
Mit dem überwiegend polnischsprachigen Ostteil des Landkreises wurde Domasłów zum 10. Januar 1920 infolge des Versailler Vertrags vom Deutschen Reich an das wiedergegründete Polen abgetreten. Seitdem ist Domasłów mit der Woiwodschaft Posen bzw. Großpolen verbunden, zunächst im Powiat Kępiński.
Im Jahr 1921 gab es in der Gemeinde Domasłów im Powiat Kępno 29 Häuser mit 181 Einwohnern, davon waren 96 deutscher und 85 polnischer Nationalität, 81 waren römisch-katholisch, 100 evangelisch. Im Gutsgebiet gab es dagegen 5 Häuser mit 185 Einwohnern, davon 182 römisch-katholische Polen und 3 evangelische Deutsche.
Beim Überfall auf Polen 1939 wurde das Gebiet von den Deutschen besetzt und dem Landkreis Kempen im Reichsgau Wartheland zugeordnet.
Von 1975 bis 1998 gehörte Domasłów zur Woiwodschaft Kalisz.